# Martino de Muralto
Martino de Muralto (* um 1521 in Muralto; † Dezember 1566 in Zürich) war ein Adliger, Feudalherr und reformierter Flüchtling in Zürich.

## Leben
Martino de Muralto war Sohn des Giovanni aus dem Adelsgeschlecht Muralt(o). Er heiratete Lucia Orelli, Tochter des Aloisio, Advokaten, von Locarno. Nach seiner Doktorat der Rechte an der Universität Pavia war er herzoglicher Podestà von Vigevano und wahrscheinlich auch vorher von Luino. Er gehörte zu den ersten bekehrten Schülern des Reformators Giovanni Beccaria, der sich seit 1536 in Locarno aufhielt, und wurde bald zu einem der bedeutendsten Mitglieder der evangelischen Gemeinde von Locarno; 1549 nahm er an dem von Landfogto einberufenen Religionsstreit teil. Nach dem Weggang Beccarias im Jahr 1549 übernahm er zusammen mit Taddeo Duno die geistliche Leitung der Gemeinschaft.
Um seinem neuen Glauben nicht abschwören zu müssen, wählte er das Exil und liess sich in Zürich nieder, wo er zusammen mit anderen Locarneser Reformierten einen Teil seines beträchtlichen Vermögens in die Samtweberei und Seidenfärberei von Pariso Appiani investierte. Bis zu seinem Tod war er eines der führenden Mitglieder der Flüchtlingsgemeinschaft, die er vor dem badischen Landtag vertrat und deren gemeinsames Vermögen er verwaltete. Sein Sohn Lodovico (der den Namen Hans Ludwig annahm) zog nach Bern und wurde der Stammvater der Familie von Muralt in dieser Stadt.